# Battersea Arts Centre

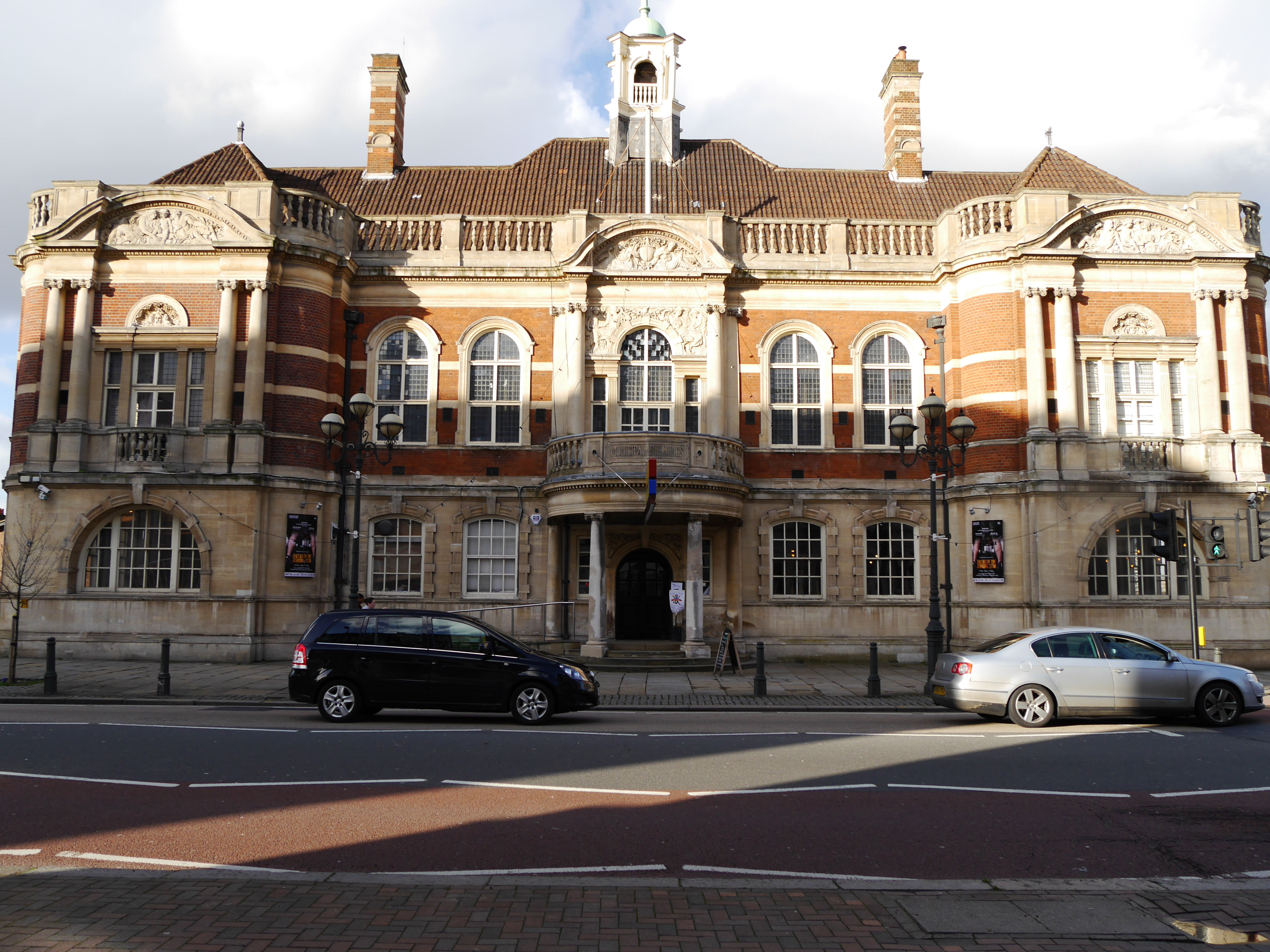
Battersea Arts Centre.

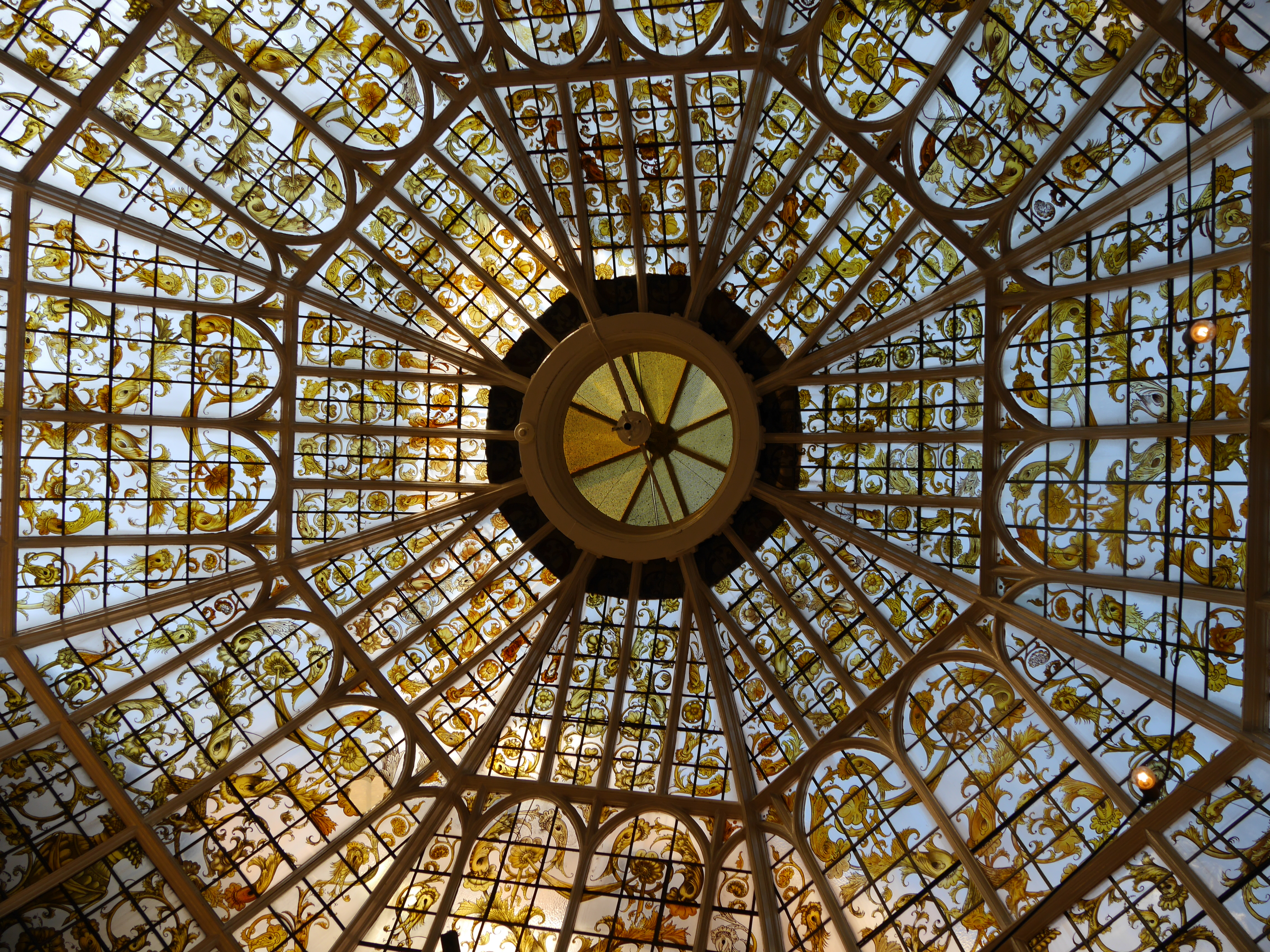
L'intérieur.

Le Battersea Arts Centre (BAC) est un  espace spécialisé dans les productions théâtrales. Il est situé près de la gare de Clapham Junction, à Battersea, dans le borough londonien de Wandsworth, en Angleterre.
Le bâtiment est classé Grade II*.  

## Histoire
Le bâtiment du Battersea Arts Centre, conçu en 1891 par Edward William Mountford (en), a été inauguré en 1893 et était l'hôtel de ville de Battersea (Battersea Town Hall). C'était le siège administratif de l'arrondissement de Battersea, peu après le transfert de l'arrondissement du comté de Surrey au comté de Londres nouvellement formé. Il est construit en brique rouge du Suffolk et en pierre de Bath. 

### Orgue
En 1901, un grand orgue à tuyaux a été installé dans le Grand Hall par Norman and Beard (en). Il s'agissait d'un instrument inhabituel conçu par Robert Hope-Jones, un facteur d'orgue pionnier qui a inventé de nombreux aspects de l'orgue à tuyaux moderne. Ses idées ont ensuite formé la base de l'orgue de théâtre Wurlitzer dans les années 1920 et 1930. Il aurait été le plus grand orgue de Hope-Jones à avoir survécu et a été partiellement restauré en 2008-2009. Dans l'incendie de 2015 — bien qu'une grande partie de l'orgue ait été détruite, y compris la console, les soufflets, le câblage et les boîtiers architecturaux —, les tables d'harmonie et une grande partie de la tuyauterie ont survécu car ils étaient hors site en cours de restauration. Une spécification de l'orgue peut être trouvée sur le registre national des orgues à tuyaux.   

### Centre des arts
Le bâtiment est devenu un centre artistique communautaire en 1974. Le BAC reçoit, entre autres, des subventions pour les frais de fonctionnement du bâtiment de l'Arts Council England et du London Borough of Wandsworth.   

### Fête de la bière

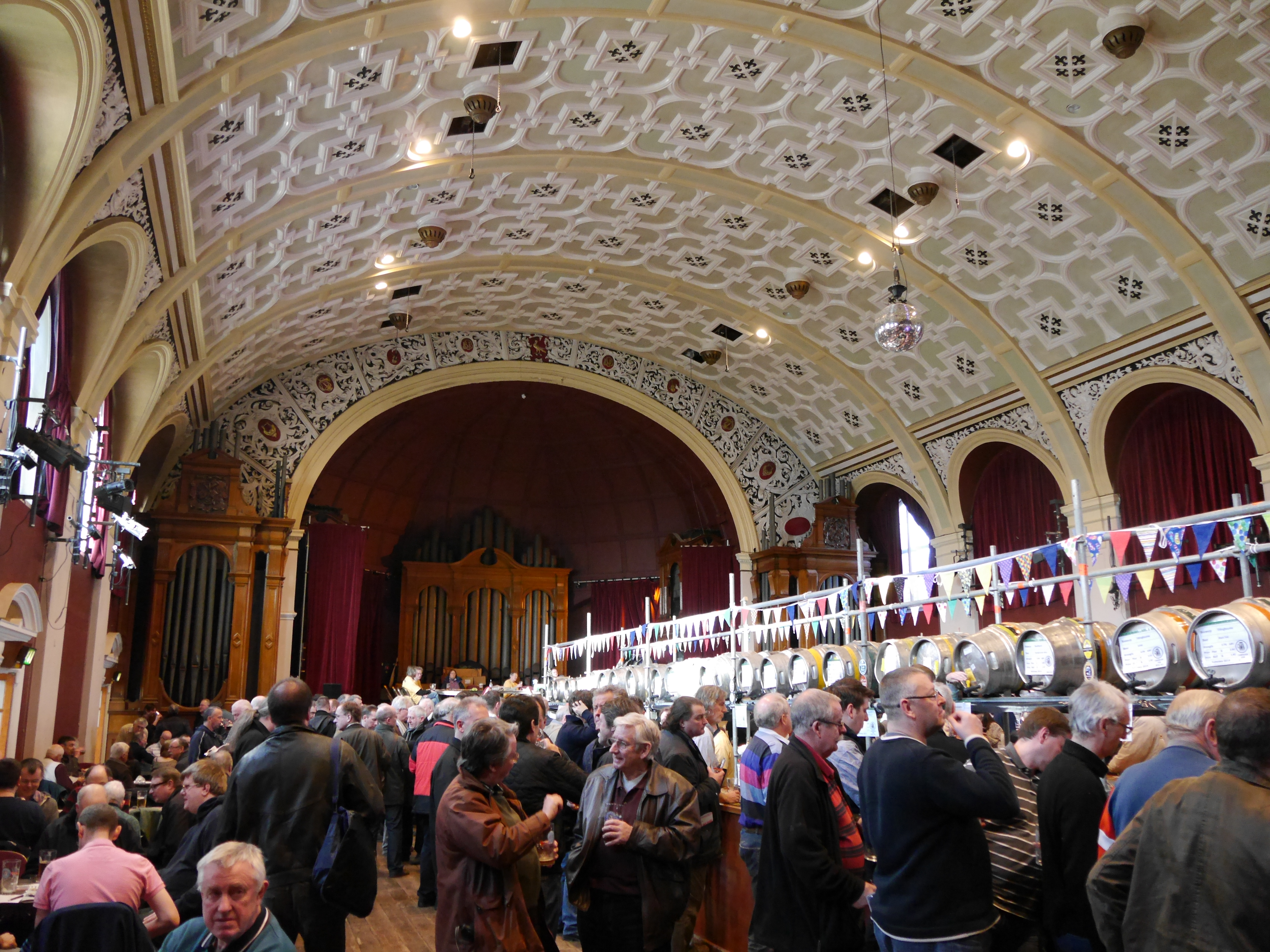
Fête de la bière dans la grande salle.

Chaque mois de février depuis 1991, pendant trois jours, le BAC accueille le Battersea Beer Festival.  

### Incendie
Le 13 mars 2015, lors d'un important programme de rénovation, un incendie s'est déclaré dans le toit et s'est étendu à l'ensemble du bâtiment, causant de graves dommages structurels, notamment l'effondrement de la tour. Le Grand Hall a été gravement endommagé et le Lower Hall détruit. Aucun blessé n'a été signalé. 
Cependant, environ 70% du théâtre, y compris la salle du Conseil dune capacité de deux cents personnes, le Scratch Bar et la bibliothèque des membres, ont été sauvés du feu et sont restés ouverts.